# Saša Sokolov
Sasha Sokolov ( em russo:  Александр Всеволодович Соколов, transl. Alexander Vsevolodovitch Sokolov    </link></link> ; nascido em 6 de novembro de 1943, em Ottawa, Ontário, Canadá) é um escritor de literatura em língua russa.
Ele se tornou conhecido mundialmente na década de 1970, depois que seu primeiro romance, Uma Escola para Tolos, foi publicado em tradução pela Ardis Publishers (Ann Arbor, Michigan). Sokolov é um dos autores mais conhecidos da literatura russa do século XX. Ele é aclamado por seu uso pouco ortodoxo da linguagem e por sua brincadeira com ritmos, sons e associações de palavras. O próprio autor cunhou o termo "proeziia" para sua obra, algo entre a prosa e a poesia.

## Biografia
Sokolov é cidadão canadense e viveu a maior parte de sua vida nos Estados Unidos e no Canadá. Durante a Segunda Guerra Mundial, seu pai, o Major Vsevolod Sokolov, trabalhou como adido militar na embaixada soviética no Canadá. Em 1946, o Major Sokolov (conhecido como agente "Davey") foi deportado do Canadá por atividades de espionagem. Sokolov não se encaixou no sistema soviético, onde cresceu. Em 1965, ele foi expulso de uma universidade militar, provavelmente por ter tentado fugir do país. Depois disso, ele estudou jornalismo na Universidade Estatal de Moscou de 1966 a 1971. 
Sokolov fez várias tentativas de fugir da União Soviética. Ele foi pego ao cruzar a fronteira iraniana, e somente as conexões de seu pai o ajudaram a evitar uma longa sentença na prisão.
Ele conheceu sua segunda esposa, a austríaca Johanna Steindl, enquanto ela lecionava alemão na Universidade de Moscou. Ela contrabandeou o texto do seu primeiro romance para os Estados Unidos, onde ele foi publicado pela Ardis Publishers. Somente depois que ela iniciou uma greve de fome no Stephansdom, em Viena, Áustria, em 1975, Sokolov foi autorizada a deixar a União Soviética. Sokolov deixou Viena no final de 1976 e foi para os Estados Unidos. No início de 1977, Johanna Steindl deu à luz o filho de Sokolov, que mais tarde se tornou jornalista. Ele também tem uma segunda filha chamada Maria Goldfarb, nascida em Nova York em 1986, que é artista. Sokolov mais tarde se casou novamente várias vezes e agora é casado com a remadora americana Marlene Royle.
Seu segundo romance, completamente pós-moderno, Entre o cão e o lobo, depende ainda mais das particularidades da língua russa e foi considerado intraduzível por muitos anos.  No entanto, no final de 2016, Between Dog and Wolf foi traduzido para o inglês por Alexander Boguslawski, um amigo de longa data do Sr. Sokolov, e foi publicado pela Columbia University Press.  O romance Palisandriia de Sokolov de 1985 foi traduzido como Astrofobia e publicado pela Grove Press nos EUA em 1989. Dizem que o manuscrito completo do seu quarto livro foi perdido quando a casa grega onde foi escrito pegou fogo. Sokolov, que leva uma vida bastante reclusa, diz que continua escrevendo, mas não quer mais ser publicado.